# سمیر داتانی
سمیر داتانی (انگلیسی: Sameer Dattani؛ زادهٔ ۲۷ ژانویهٔ ۱۹۸۲) هنرپیشه اهل هند است.
از فیلم‌ها یا برنامه‌های تلویزیونی که وی در آن نقش داشته‌است می‌توان به از داستان‌های عاشقانه بیزارم، مونالیزا، آفرین پدر، عشق واقعی، بچه کوچک، گاهی در زندگی و مخبر اشاره کرد.